# یوتی‌سی ۰۰:۰۰±
| آبی روشن | زمان اروپای غربی (یوتی‌سی ۰۰:۰۰+)                                             |
| آبی      | زمان اروپای غربی (یوتی‌سی ۰۰:۰۰+) زمان تابستانی اروپای غربی (یوتی‌سی ۰۱:۰۰+)   |
| قرمز     | زمان اروپای مرکزی (یوتی‌سی ۰۱:۰۰+) زمان تابستانی اروپای مرکزی (یوتی‌سی ۰۲:۰۰+) |
| بژ       | زمان اروپای شرقی (یوتی‌سی ۰۲:۰۰+) ساعت تابستانی اروپای شرقی (یوتی‌سی ۰۳:۰۰+)   |
| زرد      | زمان شرق دور اروپا (یوتی‌سی ۰۳:۰۰+)                                           |
| سبز روشن | زمان مسکو (یوتی‌سی ۰۴:۰۰+)                                                    |

| سیاه    | یوتی‌سی ۱:۰۰-: زمان کیپ ورد                                                                       |
| سبز     | ساعت هماهنگ جهانی: ساعت گرینویچ                                                                  |
| آبی     | یوتی‌سی ۱:۰۰+: زمان اروپای مرکزی · زمان غرب آفریقا                                                |
| قرمز    | یوتی‌سی ۲:۰۰+: زمان شرق اروپا · زمان آفریقای مرکزی · ساعت رسمی مصر · زمان استاندارد آفریقای جنوبی |
| زرد     | یوتی‌سی ۳:۰۰+: زمان شرق آفریقا                                                                    |
| خاکستری | یوتی‌سی ۴:۰۰+: زمان موریس · زمان سیشل                                                             |

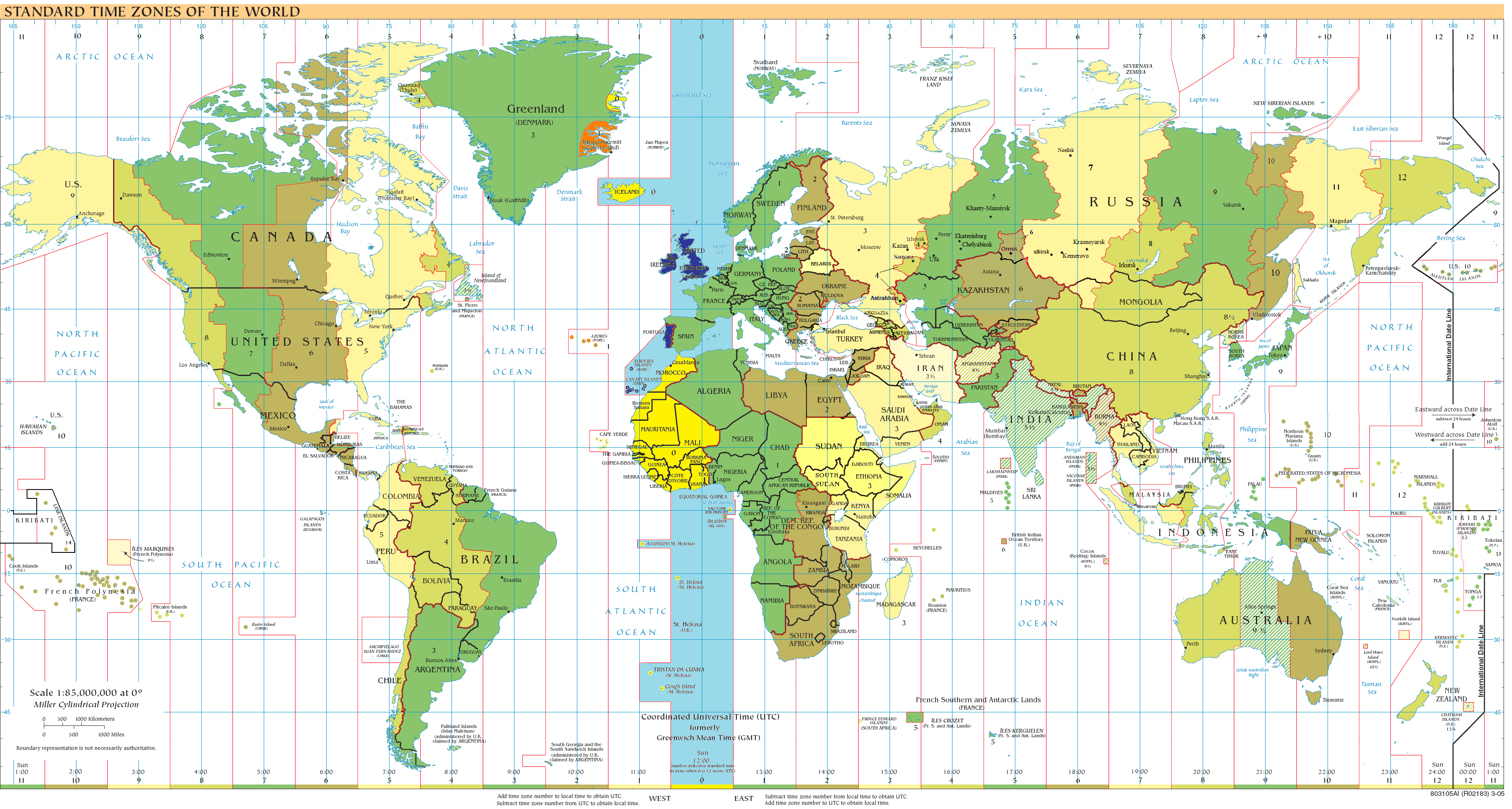
UTC - 2010: آبی (ژانویه), نارنجی (ژوئیه), زرد (تمام سال), آبی روشن - محدوده دریا

هم‌اکنون زمان‌بندی گرینویچ ۰۰: ۰۰± (به انگلیسی: UTC+00:00) برای اندازه‌گیری زمان کاربرد دارد.
- ساعت هماهنگ جهانی، که مبنای اندازه‌گیری زمان در دنیا محسوب می‌گردد با نام ساعت گرینویچ نیز شناخته می‌شود.
- زمان در اروپا غربی (ایرلند، پرتغال، بریتانیا).

## زمان استاندارد در تمام سال
تغییر ساعت تابستانی:

### آفریقا غربی
- بورکینافاسو
- ساحل عاج
- گامبیا
- غنا
- گینه
- گینه بیسائووو
- لیبریا
- مالی
- موریتانی
- سائوتومه و پرینسیپ
- سنگال
- سیرالئون
- توگو
- صحرای غربی

### جزایر آتلانتیک
- گرینلند
  - شمال شرق
    - دانمارک شون و سرزمین‌های اطراف
- ایسلند
- سینت هلینا، اسنشن و تریستان (انگلستان)

## زمان استاندارد نیمکره شمالی
- آلدرنی
- فارو
- گرنزی
- هرم (جزیره)
- ایرلند
- جزیره من
- جرزی
- پرتغال (به جز آزور که از یوتی‌سی ۱:۰۰- استفاده می‌کند)
- سرک (جزیره)
- اسپانیا (فقط جزایر قناری; به عنوان زمان تابستانه اروپا شناخته می‌شود)
- بریتانیا (GMT / BST)

## وقت تابستانی نیمکره شمالی
- گرینلند - مناطق شرقی Ittoqqortoormiit (Scoresbysund)
- پرتغال - آزور فقط